# Burghard von Cramm

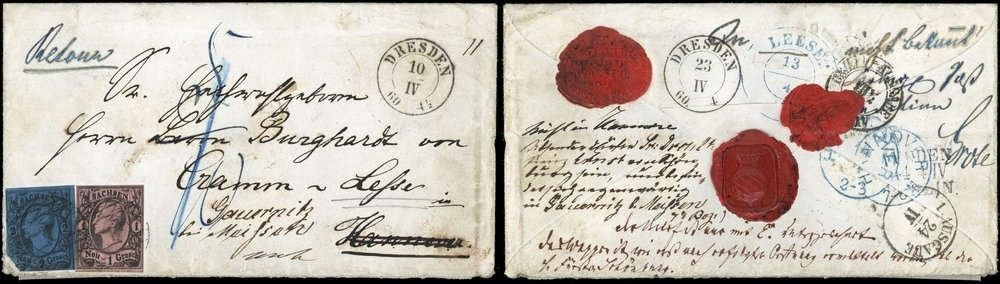
Ein Brief an Burghard von Cramm

Burghard Freiherr von Cramm (* 16. Februar 1874 in Nettlingen; † 17. März 1936 in Hannover) war ein deutscher Rittergutsbesitzer und Hofbeamter.

## Leben
Burghard von Cramm war Sohn des Rittergutsbesitzers und Herzoglichen braunschweigischen Kammerherrn Edgar Freiherr von Cramm (1846–1909) und dessen Ehefrau Anna Freiin von Wrede (* 1854). Nach dem Besuch des Gymnasiums in Braunschweig studierte er an der University of Oxford, der Rheinischen Friedrich-Wilhelms-Universität Bonn und der Friedrich-Wilhelms-Universität Berlin Rechtswissenschaften. 1895 wurde er Mitglied des Corps Borussia Bonn. Nach seiner Promotion zum Dr. jur. und dem Regierungsreferendarexamen wurde er Herr auf Nettlingen, Oelber und Dingelbe.
Am 6. Dezember 1905 heiratete er in Brüggen Jutta Gräfin von Steinberg-Brüggen (* 20. November 1885 Brüggen), Tochter des Rittergutsbesitzers und Mitglieds des Preußischen Herrenhauses Ernst von Steinberg und letzte Namensträgerin aus dem Hause Steinberg (Adelsgeschlecht). Nach dem Tod seines Schwiegervaters wurde er Herr auf Bodenburg, Brüggen, Harbarnsen und Wispenstein. Von Cramm war Herzoglicher braunschweigischer Hofjunker, später Herzoglicher braunschweigischer Kammerherr des Herzogtums Braunschweig. Er war Reserveoffizier im 1. Garde-Ulanen-Regiment. Mit seiner Ehefrau hatte er sieben Söhne. Der drittälteste Sohn war der Tennisspieler Gottfried von Cramm.